# Pfizer Forschungspreis (Schweiz)
Der Pfizer Forschungspreis für Medizin ist in der Schweiz ein seit 1992 vergebener Wissenschaftspreis. Er wird an Wissenschaftler schweizerischer Forschungsinstitute oder Spitäler verliehen.
Der Preis ist nicht zu verwechseln mit dem gleichnamigen in Deutschland verliehenen  Forschungspreis, siehe Pfizer Forschungspreis (Deutschland).